# Индатту-напир
Индатту-напир — царь древнего Элама из династии Симашки, правивший приблизительно в 1900 — 1875 годах до н. э. За исключением его имени известного из эламского царского списка более о нём сказать нечего.
| Династия Симашки          |                                     |                          |
| Предшественник: Идатту II | царь Элама начало XIX века до н. э. | Преемник: Индатту-темпти |